# Alex Rúnarsson
Rúnar Alex Rúnarsson (* 18. Februar 1995) ist ein isländischer Fußballtorhüter der beim FC Kopenhagen spielt. Er ist der Sohn des isländischen Rekordnationalspielers Rúnar Kristinsson.

## Karriere

### Verein
Im Januar 2012 erhielt er seinen ersten Profivertrag bei KR Reykjavík. Zuvor war er in der U-19 des Vereins aktiv. Ab Januar bis Juli 2014 wechselte er nach Dänemark zum FC Nordsjaelland. Auch hier wurde er zunächst in der U-19 eingesetzt. Ab der Saison 2014/15 spielte er für die Profis. Im Verlauf der Saison 2016/17 kam er auf 20 Ligaeinsätze, bevor er sich in der folgenden Spielzeit zum Stammkeeper entwickelte, keine Partie verpasste und Nordsjaelland zum dritten Abschlusstabellenplatz führte.
Es folgte der Wechsel nach Frankreich zum Erstligisten FCO Dijon. Dort schloss er seine erste Saison 2018/19 mit Dijon auf dem Relegationsplatz ab und kam dort in der ersten Partie beim Zweitligisten RC Lens zum Einsatz. Die Partie endete mit einem 1:1; beim 3:1 im Rückspiel wurde Alex Rúnarsson von Bobby Allain vertreten. Es folgte ein weiteres Jahr mit Alex Rúnarsson als „Nummer 1“ in Dijon, das mit einem sicheren Klassenerhalt nach Abbruch aufgrund der Corona-Pandemie auf dem 16. Rang endete.
Ende September 2020 wechselte Alex Rúnarsson zum englischen Erstligisten FC Arsenal. Dort kam er zunächst vornehmlich in Pokalspielen zum Einsatz, bevor er am 2. Februar 2021 gegen die Wolverhampton Wanderers (1:2) in der Premier League debütierte. Im Sommer 2021 wechselte er leihweise für eine Saison zu Oud-Heverlee Leuven in die erste belgische Liga. Es folgte eine Leihe zu Antalyaspor und zu Cardiff City.
Anfang Februar 2024 wechselte er zum FC Kopenhagen nach Dänemark.

### Nationalmannschaft
Am  8. November 2017 kam er im Testspiel gegen Tschechien zu seinem Pflichtspieldebüt in der A-Nationalmannschaft. Er gehörte zum endgültigen Aufgebot für die Fußball-Weltmeisterschaft 2018, kam jedoch zu keinem Einsatz.

## Erfolge
- Isländischer Meister: 2013